# Ahmed Sa'adat

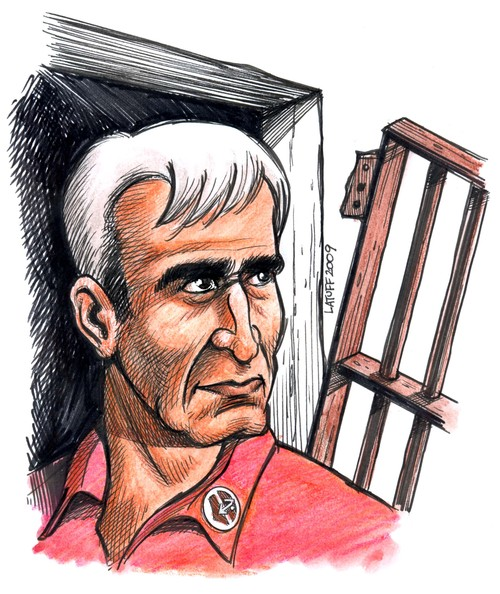
Tekening van Ahmed Sa'adat

Ahmed Sa'adat (Arabisch: احمد سعدات) (al-Bira, bij Ramallah op de Westelijke Jordaanoever, 1953) is een Palestijns militant en politicus. Sa'adat werd secretaris-generaal van het Volksfront voor de Bevrijding van Palestina (PFLP) en lid van de Palestijnse Wetgevende Raad, het parlement van de Palestijnse Nationale Autoriteit (PNA). 
Sa'adat volgde in oktober 2001 Abu Ali Mustafa op als secretaris-generaal van de PFLP, nadat deze in Ramallah was vermoord door Israël. Hij wordt ervan beschuldigd dat hij de vergeldende moord van de PFLP op Rehavam Zeevi had georganiseerd, de in 2001 omgebrachte Israëlische minister van toerisme. Zeevi had vaker gepleit voor de verdrijving van de Palestijnen uit de Westelijke Jordaanoever en de Gazastrook. Ook had hij illegaal in Israël werkende Palestijnen een "kanker" en "luizen" genoemd. Sa'adat zocht toevlucht in al-Muqata'a, het hoofdkwartier van PLO-leider Yassir Arafat, die weigerde hem aan Israël uit te leveren. Israël hield echter vast aan het arrestatiebevel.
Na onderhandelingen waarbij ook de Verenigde Staten en het Verenigd Koninkrijk betrokken waren, bereikten Israël en de PNA een overeenkomst. Israël beëindigde het beleg van al-Muqata'a en Sa'adat werd in 2002 in een Palestijnse gevangenis in Jericho gevangengezet. Amerikaanse en Britse waarnemers hielden een oogje in het zeil.
Toen er overduidelijke tekenen waren dat de Palestijnse Autoriteit, toen net Hamas, Sa'adat en zijn vijf collega's vrij zou laten, besloot Israël Hamas voor te zijn door de zes uit de gevangenis in Jericho te halen voordat de PA tot hun vrijlating zou overgaan.
Op 14 maart 2006 trokken Amerika en het Verenigd Koninkrijk hun waarnemers terug. Daarop viel het Israëlische leger de gevangenis aan, waarbij na een langdurig beleg Sa'adat en de andere vijf gevangenen werden meegenomen en in een Israëlische gevangenis gevangengezet.
Op 25 december 2008 werd Sa'adat door een Israëlische militaire rechtbank tot dertig jaar gevangenisstraf veroordeeld.